# Thanh Nguyên quân

Bản đồ các châu nước Mân, 945
Trường Lạc phủ (長樂府)
Kiến châu (建州)
Đạc châu (鐸州)
Dung châu (鏞州)
Đinh châu (汀州)
Chương châu (漳州)
Tuyền châu (泉州)

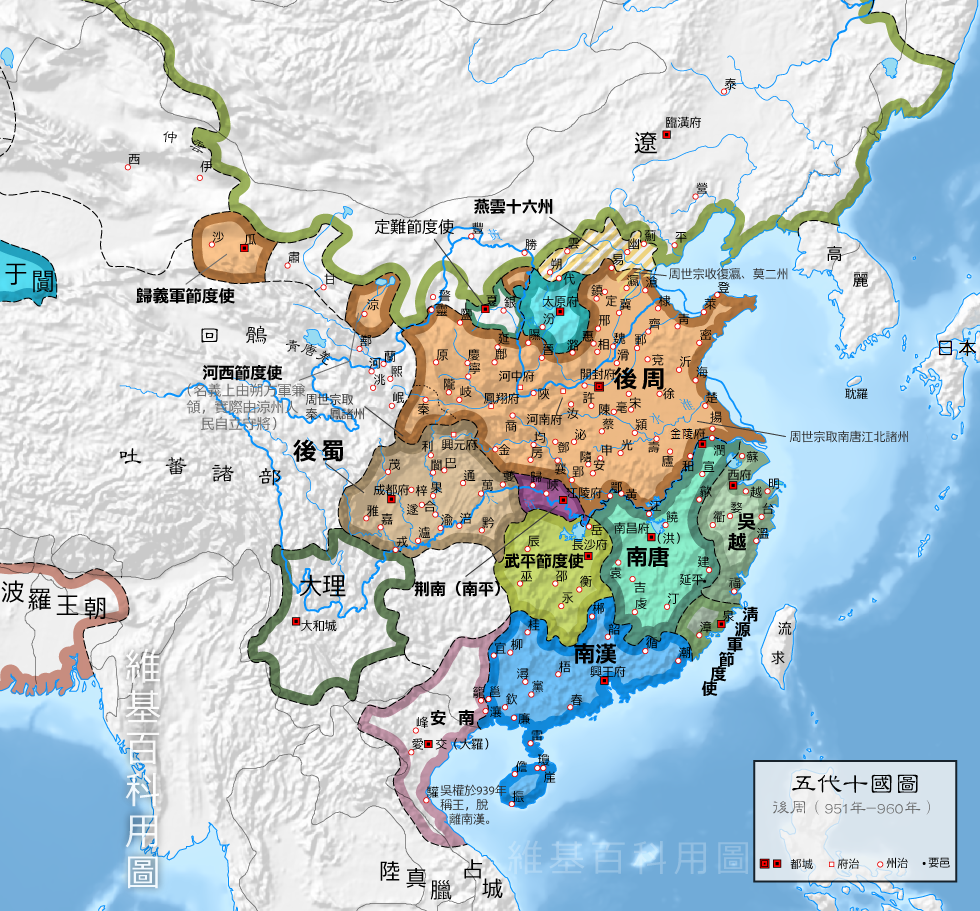
Thời nhà Hậu Chu (951–960)
Thanh Nguyên quân tiết độ sứ (清源軍節度使)
Nam Đường (南唐)
Ngô Việt (吳越)
Nam Hán (南漢)
Hậu Chu (後周)

Thanh Nguyên quân (giản thể: 清源军; phồn thể: 清源軍), 945—964), sau đổi là Bình Hải quân (平海军, 964—978) là một chính quyền phiên trấn cát cứ trong thời kỳ Ngũ Đại Thập Quốc. Cương vực Thanh Nguyên quân ở khoảng khu vực Mân Nam, tức miền nam Phúc Kiến, Trung Quốc ngày nay, trung tâm chính trị đặt tại Tuyền Châu. Thanh Nguyên quân tổng cộng có 4 tiết độ sứ hoặc lưu hậu thống trị.

## Thành lập
Năm 944, Chu Văn Tiến hạ sát hoàng đế Mân Vương Hy và soán vị tại thủ đô Phúc châu. Đến tháng 11 ÂL, Lưu Tòng Hiệu cùng những người khác giết Tuyền châu thứ sử Hoàng Thiệu Pha do Chu Văn Tiến bổ nhiệm, tôn người của Vương thị là Vương Kế Huân cai quản châu, quy phục Vương Diên Chính (xưng đế lập quốc tại Kiến châu từ 943). Sau khi Vương Diên Chính đầu hàng Nam Đường năm 945, Tuyền châu trung thành với Nam Đường. Đến năm 946, Lưu Tòng Hiệu đoạt quyền Vương Kế Huân; được bổ nhiệm làm thứ sử.
Đến thu năm 946, Lâm Tán Nghiêu (林贊堯) nổi loạn chống Nam Đường tại Chương châu, Lưu Tòng Hiệu đem binh đánh đuổi; để thuộc hạ là Đổng Tư An (董思安) tạm quyền cai quản Chương châu. Sau đó, Lý Cảnh bổ nhiệm Đổng Tư An làm Chương châu thứ sử. (Đổng Tư An ban đầu từ chối do cha tên là Chương, Lý Cảnh bèn đổi Chương châu thành Nam châu (南州).)
Đến xuân năm 947, quân Nam Đường bao gồm quân của Lý Tòng Hiệu thất bại khi định chiếm Phúc châu. Lưu Tòng Hiệu dẫn binh về Tuyền châu, nói với tướng đóng giữ của Nam Đường rằng địa phương chỉ đủ cung cấp cho quân Tuyền châu. Tướng đóng giữ của Nam Đường bất đắc dĩ phải dẫn binh rời khỏi Tuyền châu. Năm 949, huynh của Lưu Tòng Hiệu là Nam châu phó sứ Lưu Tòng Nguyện (留從願) dùng rượu độc giết Đổng Tư An và nắm quyền kiểm soát châu. Lý Cảnh không thể chế ngự, bèn đặt Thanh Nguyên quân tại Tuyền châu, bổ nhiệm Lưu Tòng Hiệu làm tiết độ sứ.
Lưu Tòng Hiệu biết được thống khổ của nhân dân, tại lãnh địa cần kiệm chăm lo cho dân, dân cực kỳ yêu mến, nội bộ an trị. Mỗi năm chọn lấy tiến sĩ, minh kinh, gọi là "thu đường".
Năm 958, khi Hậu Chu tiến công Nam Đường, Lưu Tòng Hiệu khiển Thái Trọng Uân (蔡仲贇) đến Hậu Chu xin quy phục. Tuy nhiên, chiến tranh kết thúc sớm (Lý Cảnh xưng thần với Quách Vinh), Lưu Tòng Hiệu sau lại khiển sứ nhập cống Hậu Chu, thỉnh được trực tiếp lệ thuộc. Năm 959, Quách Vinh ra chiếu rằng Lý Cảnh đã quy phục và rằng Lưu Tòng Hiệu từ lâu đã theo Nam Đường, không thể thay đổi.
Năm 960, Triệu Khuông Dẫn đoạt vị, kết thúc Hậu Chu và khởi đầu Tống, tức Tống Thái Tổ. Ngày Tân Mão (26) tháng 12 (15 tháng 1 năm 961), Lưu Tòng Hiệu xưng phiên, và triều cống. Lý Cảnh thiên đô từ Kim Lăng đến Nam Xương vào năm 961, Lưu Tòng Hiệu nghi rằng Nam Đường có ý định thảo phạt Thanh Nguyên quân, bèn khiển Lưu Thiệu Cơ (留紹錤) đi triều cống Lý Cảnh, đồng thời tiếp tục triều cống Tống thông qua Ngô Việt. Tống Thái Tổ khiển sứ giả đi an phủ.

## Đoạt quyền
Do Lưu Tòng Hiệu không có con kế tự, ông nhận nuôi Lưu Thiệu Tư (con của Lưu Tòng Nguyện). Tục Tư trị thông giám biểu thị rằng sau khi ông từ trần, Lưu Thiệu Tư tự lĩnh quân vụ, song không lâu thì bị Trần Hồng Tiến đoạt quyền, nhân vật này vu cáo rằng Lưu Thiệu Tư muốn quy phục Ngô Việt và giải Lưu Thiệu Tư đến Nam Đường, suy tôn Trương Hán Tư làm lưu hậu. Tuy nhiên, phần tiểu sử về Lưu Tòng Hiệu trong Tống sử thì ghi rằng chính biến diễn ra khi Lưu Tòng Hiệu nằm bệnh, song phần tiểu sử về Trần Hồng Tiến lại tương tự như trong Tục Tư trị thông giám.
Theo tường thuật, Trương Hán Tư tuổi cao, mọi sự đều do Phó sứ Trần Hồng Tiến giải quyết. Trương Hán Tư lo ngại Trần Hồng Tiến chuyên chính, bèn cho quân phục kích nhằm hạ sát, song thất bại. Ngày Quý Mão (22) tháng 4 năm Quý Hợi (17 tháng 5 năm 963), Trần Hồng Tiến phong tỏa quân phủ, buộc Trương Hán Tư giao ấn cho Trần Hồng Tiến. Sau đó, Trần Hồng Tiến cho đưa Trương Hán Tư đến ngoại xá, cho binh canh giữ.

## Diệt vong
Hoàng đế Nam Đường Lý Dục bổ nhiệm Trần Hồng Tiến là Thanh Nguyên quân tiết độ sứ. Trần Hồng Tiến lo sợ Tống nên khiển Ngụy Nhân Tể (魏仁濟) phụng biểu đến cáo với Tống, xin triều chỉ của Tống. Tống Thái Tổ ban chiếu phủ dụ, cũng ban một chiếu cho Lý Dục nói rằng Thanh Nguyên quân biến trá đa đoan, nhiều lần đổi chủ soái, xa xôi về địa lý, không chế ngự kịp, do vậy chấp thuận quy phục nhằm giúp ổn định khu vực. Năm Kiến Long thứ 4 (963), Trần Hồng Tiến khiển sứ triều cống Tống, đến mùa đông lại cống vạn lượng bạc, vạn cân nhũ hương trà dược.
Ngày Canh Tý (23) tháng 1 năm Càn Đức thứ 2 (9 tháng 3 năm 964), Tống Thái Tổ hạ chiếu cải Thanh Nguyên quân thành Bình Hải quân, mệnh Trần Hồng Tiến là tiết độ sứ. Bổ nhiệm các con của Trần Hồng Tiến là Trần Văn Hiển (陳文顯) làm tiết độ phó sứ và Trần Văn hạo (陳文顥) là Chương châu thứ sử. Theo tường thuật, mỗi năm để cống nạp cho triều đình Tống, Trần Hồng Tiến đánh thuế nặng dân chúng, cho người giàu dùng tiền để không phải phục vụ đinh dịch. Tử đệ thân thích thông đồng nhận hối lộ, dân chúng hai châu rất khổ sở.
Năm 975, Tống chinh phục Nam Đường. Năm 976, Quốc vương Tiền Thục của Ngô Việt đến kinh thành Khai Phong của Tống để chầu. Trần Hồng Tiến bất an, khiển Trần Văn Hạo nhập cống với vạn cân nhũ hương, ba nghìn cân ngà voi, năm cân long não hương. Năm Thái Bình Hưng Quốc thứ 2 (977), Trần Hồng Tiến đến Khai Phong để chầu Tống Thái Tông. Ngày Bính Dần (8) tháng 8 (23 tháng 9), Trần Hồng Tiến nhập kiến tại Sùng Đức điện, được đối đãi theo nghi lễ trang trọng, thưởng 10 triệu đồng, vạn lượng bạc, vạn xấp lụa.
Nghe theo kế của mạc liêu Lưu Xương Ngôn (劉昌言), ngày Kỉ Mão (25) tháng 4 năm Thái Bình Hưng Quốc thứ 3 (3 tháng 6 năm 978), Trần Hồng Tiến thượng biểu cho Tống Thái Tông dâng hai châu Tuyền và Chương, với 14 huyện, 151.988 hộ, 18.721 binh sĩ.

## Tiết độ sứ
| Danh tính             | Thời gian tại vị |
| --------------------- | ---------------- |
| Lưu Tòng Hiệu 留從效  | 949-962          |
| Lưu Thiệu Tư 留紹鎡   | 962              |
| Trương Hán Tư 張漢思  | 962-963          |
| Trần Hồng Tiến 陳洪進 | 963-978          |